# Шимановиці (Легницький повіт)
Шимановиці (пол. Szymanowice) — село в Польщі, у гміні Кротошиці Легницького повіту Нижньосілезького воєводства.
У 1975—1998 роках село належало до Легницького воєводства.